# Визела
Визела (порт. Vizela; [vi'zɛlɐ]) — город в Португалии, центр одноимённого муниципалитета в составе округа Брага. Находится в составе крупной городской агломерации Большое Минью. По старому административному делению входил в провинцию Минью. Входит в экономико-статистический субрегион Аве, который входит в Северный регион. Численность населения — 10 тыс. жителей (город), 23,5 тыс. жителей (муниципалитет). Занимает площадь 23,92 км².
Праздник города — 19 марта.

## Расположение
| [ Google Map] |

Город расположен в 22 км на юго-восток от адм. центра округа города Брага.
Муниципалитет граничит:
- на севере — муниципалитет Гимарайнш
- на востоке — муниципалитет Фелгейраш
- на юге — муниципалитет Лозада
- на западе — муниципалитет Гимарайнш

## История
Город основан в 1998 году.

## Население
| Численность населения муниципалитета по годам | Численность населения муниципалитета по годам |
| --------------------------------------------- | --------------------------------------------- |
| 2001                                          | 2004                                          |
| 22 595                                        | 23 528                                        |

## Состав муниципалитета
В муниципалитет входят следующие районы:
- Инфиаш
- Санта-Эулалия
- Санту-Адриан-де-Визела
- Сан-Жуан-де-Калдаш-де-Визела
- Сан-Мигел-де-Калдаш-де-Визела
- Сан-Пайю-де-Визела
- Тажилде